# János Flesch
János Flesch est un joueur d'échecs hongrois né le 30 septembre 1933 à Budapest et mort le 9 décembre 1983 à Whitstable.

## Biographie et carrière

### Simultanée à l'aveugle
En octobre 1960, Janos Flesch disputa une Partie simultanée à l'aveugle contre 52 adversaires.

### Grand maître international
Flesch obtint le titre de maître international en 1961 et de grand maître international en 1980.

### Championnats de Hongrie
Flesch finit cinquième du championnat de Hongrie en 1964 et quatrième en 1965.

### Compétitions par équipe
Flesch représenta la Hongrie lors de l'Olympiade d'échecs de 1964. Il était deuxième échiquier de réserve (remplaçant), marqua 6,5 points sur 11 et l'équipe de Hongrie termina quatrième.
Lors du Championnat d'Europe d'échecs des nations de 1965, Flesch remporta la médaille de bronze par équipe et la médaille de bronze individuelle au neuvième échiquier.

### Tournois internationaux
Flesch fut 1er-4e du tournoi d'échecs de Reggio Emilia 1963-1964 (victoire de Teschmann au départage).
En février 1964 et février 1965, il finit deuxième ex æquo du tournoi de maîtres de Beverwijk.
Il finit troisième du tournoi mémorial Asztalos à Szombathely en 1966 (victoire de Wolfgang Uhlmann). Il fut deuxième du tournoi de Varna en 1968.
En 1973, il remporta le tournoi open du festival d'échecs de Bienne, ex æquo avec Milan Vukić.
En 1976, il termina deuxième du tournoi d'échecs de Dortmund remporté par Oleg Romanichine.
Il est mort en décembre 1983 en Angleterre dans un accident de voiture.

### Publications
- Ezustermes sakkolimpia, Budapest, 1973
- A sakkvilag tronusaert, Budapest, 1974–1977
- avec Egon Varnusz et Tibor Flórián, Sakkvilagbajnoksag, Manila é Biel 1976 Varese. Sport., Budapest, 1979,  (ISBN 963-253-314-3).
- (en) The Morra gambit, Batsford, Londres 1981.  (ISBN 0-7134-2188-6)
- (de) Schachtaktik für jedermann, Frankch, Stuttgart 1982.  (ISBN 3-440-05025-4)
- (de)  Halboffene Spiele für jedermann, Frankch, Stuttgart 1984.  (ISBN 3-440-05290-7)
- (en) Planning in Chess, B.T. Batsford, 1983,  (ISBN 0-7134-1597-5).
- (de) Das Mittelspiel im Schach, Stuttgart 1980,  (ISBN 3-440-04692-3)
- (de) Schach im Turnier: Das Mittelspiel, Frankch, Stuttgart 1981.  (ISBN 3-440-05005-X)
- Échecs - le milieu de partie, Marabout, traduit de l'allemand (Das Mittelspiel im Schach), 1983, 151 p.